# Степен орел
Степният орел (Aquila nipalensis) е едра дневна граблива птица от семейство Ястребови (Accipitridae). Дължината на тялото му е 65 - 80 cm, размаха на крилете 170 - 200 cm и тежи 2,5 - 4 kg. Много подобен по външен вид и навици на сродния му Aquila rapax, с който били обединявани като подвидове на един вид. За разлика от него степния орел е малко по-едър, по-тъмно оцветен и е прелетен вид.

## Разпространение
Среща се в Европа (включително България), Азия и Африка. Обитава степи, полупустинни, пустинни области и савани.

## Подвидове
- A. n. nipalensis
- A. n. orientalis

## Начин на живот и хранене
Прелетни птици. Храни се с дребни животни, змии, плъхове, безгръбначни. Ловува призори и на свечеряване, летейки на ниска височина. Понякога яде мърша заедно с лешоядите. Като степна птица често каца на земята или на някой камък, откъдето наблюдава за плячка. Не лети прекалено дълго, когато ловува.

## Размножаване
Моногамни птици. Гнездото си строи понякога на земята, в развалини, скали или на ниски храсти, много рядко на дървета. Снася от 1 до 3 яйца, които мъти в продължение на около 45 дни, малките напускат гнездото на около двумесечна възраст.

## Природозащитен статут
- Червен списък на световнозастрашените видове (IUCN Red List) - Незастрашен (Least Concern LC)[2]

На територията на България е рядък и защитен от закона вид. На затворено живее до 41 години.